# Axel Leijonhufvud (jägmästare)
Axel Gustaf Carlsson Leijonhufvud, född den 6 juli 1898 i Maria Magdalena församling, Stockholm, död den 25 mars 1988 i Stocksund, Danderyds församling, Stockholms län
, var en svensk friherre och jägmästare.
Leijonhufvud avlade studentexamen i Stockholm 1917 och avgångsexamen vid Skogshögskolan 1924. Han blev skogschef vid Nordmalings Ångsågs AB 1936, chef för Föreningen Skogsarbetens och Domänstyrelsens arbetsstudieavdelning 1950 samt verkställande direktör för Forskningsstiftelsen SDA 1957. Leijonhufvud var ordförande i Föreningen Skogsbrukets arbetarskydd och Nordiska skogsarbetsstudiernas råd. Han var ordförande för Föreningen Jägmästare i Enskild Tjänst 1944-1959 och blev invald som ledamot av Kungliga Skogs- och Lantbruksakademien 1956 och av Kungliga Ingenjörsvetenskapsakademien 1961. Leijonhufvud skrev "Skogens arbetskraftproblem och den norrländska träförädlingsindustrien" (i Den praktiska norrlandsboken, 1943), "Virkets utdrivning" (i Skogen och skogsbruket, 1962) och ett flertal uppsatser i fackpressen.
Han var son till statskommissarie Carl Axelsson Leijonhufvud och svärson till Ivar Virgin. Axel Leijonhufvud är begravd på Norra begravningsplatsen utanför Stockholm.